# Sedum chihuahuense
Sedum chihuahuense är en fetbladsväxtart som beskrevs av S. Wats.. Sedum chihuahuense ingår i Fetknoppssläktet som ingår i familjen fetbladsväxter. Inga underarter finns listade i Catalogue of Life.